# 让我俘虏你的心PLEASE!!
《让我俘虏你的心PLEASE!!》（日语：トリコリコPLEASE!!）是由Aqours的迷你小队“AZALEA”于2016年5月25日所发售的首张单曲。也是Love Live! Sunshine!!系列所发售的第二张小队单曲。

## 概要
AZALEA的成员有松浦果南（声：諏訪奈奈香）、黑泽黛雅（声：小宫有纱）、国木田花丸（声：高槻加奈子）共3人。此单曲于2016年5月4日更新的《Love Live! Sunshine!! Aqours 浦之星女学院 RADIO!!!》广播节目第四回中首度公开。
随盘附赠封面插图写真贴纸作为初回特典。

## 收录歌曲
- CD部分
  - 全作詞：畑亜貴

  1. 
    - 作曲、編曲：宮崎誠

  2. 
    - 作曲、編曲：金崎真士

  3. （广播剧）
    - 出演：AZALEA